# Grevillea juncifolia
Grevillea juncifolia, im Deutschen auch als „Wüstengrevillea“ bezeichnet, ist eine in Australien heimische Pflanzenart aus der Gattung Grevillea in der Familie der Silberbaumgewächse (Proteaceae).

## Beschreibung
Die Pflanze wächst als immergrüner Strauch der Wuchshöhen zwischen 4 und 7 Metern erreicht. Die graugrünen Laubblätter sind länglich, fein behaart, hochstehend, bis zu 30 Zentimeter lang und zwischen 0,5 und 2 Millimeter breit.
Die meist aufrecht stehenden Blüten haben eine gelbe Grundfarbe und erscheinen im Winter und Frühling und ziehen durch die reiche Produktion von Nektar zahlreiche Vögel und Insekten an.

## Verbreitung
Grevillea juncifolia ist in den trockenen Wüstengebieten Australiens (Bundesstaaten Northern Territory, Western Australia, South Australia, Queensland, New South Wales) heimisch und weitverbreitet.

## Systematik
Die Art wurde 1848 von William Jackson Hooker erstbeschrieben, das Artepitheton verweist auf die Ähnlichkeit der Laubblätter mit jenen der Binsen. Es werden zwei Unterarten unterschieden, deren Blätter je nach Unterart geteilt oder ungeteilt sind:
- Grevillea juncifolia subsp. juncifolia – hat geteilte Blätter
- Grevillea juncifolia subsp. temulenta – (Vorkommen: Western Australia) hat ungeteilte Blätter.

## Nutzung
Der in den Blüten von Grevillea juncifolia gebildete Nektar wird traditionell von den Aborigines als Nahrung genutzt. Dazu wurden entweder die Blüten ausgesaugt oder in Wasser gelegt um die erhaltene Nektar-Wasser-Mischung anschließend zu trinken. Daher wird die Pflanze auch als "Honey Grevillea" oder "Honeysuckle grevillea" bezeichnet.

## Nachweise
1. 1 2 3 4  asgap.org.au:  Grevillea juncifolia (Memento des Originals vom 6. Oktober 2008 im Internet Archive)  Info: Der Archivlink wurde automatisch eingesetzt und noch nicht geprüft. Bitte prüfe Original- und Archivlink gemäß Anleitung und entferne dann diesen Hinweis., Zugriff am 1. Mai 2012